# Parmeliopsis
Parmeliopsis (Nyl.) Nyl. (płaskotka) – rodzaj grzybów z rodziny tarczownicowatych (Parmeliaceae).

## Systematyka i nazewnictwo
Pozycja w klasyfikacji według Index Fungorum: Parmeliaceae, Lecanorales, Lecanoromycetidae, Lecanoromycetes, Pezizomycotina, Ascomycota, Fungi.
Niektóre synonimy naukowe: Foraminella S.L.F. Mey., Parmelia subgen. Parmeliopsis Nyl.:
Nazwa polska według Krytycznej listy porostów i grzybów naporostowych Polski.

## Niektóre gatunki
- Parmeliopsis afrorevoluta (Krog & Swinscow) Elix & Hale 1987
- Parmeliopsis ambigua (Wulfen) Nyl. 1863 – płaskotka rozlana
- Parmeliopsis hyperopta (Ach.) Vain. 1881 – płaskotka reglowa

Wykaz gatunków (nazwy naukowe) na podstawie Index Fungorum. Obejmuje on tylko gatunki zweryfikowane o potwierdzonym statusie. Nazwy polskie według checklist